# Leonel de Navarra
Leonel de Navarra (ca. 1376-Úcar, 5 de abril de 1413) fue un noble caballero del Reino de Navarra, hijo extramatrimonial de Carlos II de Navarra tras enviudar, nombrado por su hermano Carlos III de Navarra como I vizconde de Muruzábal. Dará lugar al linaje Navarra que «desde Felipe de Navarra ostentarán el cargo de mariscales del reino (1428) y emparentaron con los Peralta.»

## Biografía
Era hijo natural del rey Carlos II de Navarra con Catalina de Lizaso, hija de Iñigo Sánchiz, abad de Lizaso. En 1381 fue separado de su madre, enviada a Caparroso, y puesto al cuidado de Sancho de Ayanz. Aún siendo un hijo ilegítimo, Leonel recibirá el mismo cuidado y atención que cualquier otro descendiente real. Así, por ejemplo, Carlos II ordenaba a Pelegrín, su maestro de la moneda, el pago de 40 libras carlines prietos a Bona de Arbea, viuda de un mercader de Pamplona llamado Pere de Itoiz, por los servicios prestados como nodriza de Leonel. También constan similares servicios de otra nodriza llamada Gracia de Iraizoz cuyo hijo, Cambarllent, aparece veinte años después «como escudero y servidor de Leonel.» El cuidado y tratamiento recibido se constata al disponer de su propio hostal y recibir servicios propios de la realeza navarra, como la atención boticaria recibida el 11 de enero de 1397 del boticario de Estella, Pedro de Zariquiegui.
El 13 de febrero de 1390 fue armado caballero durante la coronación de Carlos III, el Noble. Fue favorecido por éste y, a las heredades y rentas que le había donado su padre en 1384 (Idoate, Lizarraga, Elcarte, Caparroso y otros bienes que pertenecieran a los hermanos Rodrigo y Martín Martínez de Úriz), añade en 1393 el lugar de Unciti y las pechas de Lizarraga e Idoate.
En 1399, y durante dos años, Leonel de Navarra comanda una expedición organizada por el rey aragonés Martín I el Humano a Berbería en represalia contra los piratas berberiscos que habitaban en tales costas. Era la llamada Cruzada de Bona, dentro de la Armada Santa que vino motivada por el saqueo de Torreblanca en 1397, cierta la profanación de la iglesia por parte de los infieles, y tras otra expedición anterior, la Cruzada de Tedelis (1398). En tal aventura es acompañado por un heraldo del rey, Juan de la Fontana, conocido también como Évreux.
En 1402 estuvo en Catania (Sicilia) con su servidor Vivior de Garro y con Diego de Baquedano para representar a la reina Blanca en su boda con Martín el Joven.
En 1403 se le encomienda la capitanía de la plaza de Cherburgo estando ya en noviembre de 1404 de vuelta en Navarra.
El 24 de septiembre de 1403 «Leonel de Navarra convino con Juan Hurtado de Mendoza, mayordomo mayor del rey de Castilla, la permuta de los 500 francos de oro que el primero recibía anualmente del rey de Castilla por todas las rentas de la villa de Cascante, que el segundo tenía de dono del rey de Navarra.» A ello añadió el rey la «guarda de los castillos de Cortes y Cascante».

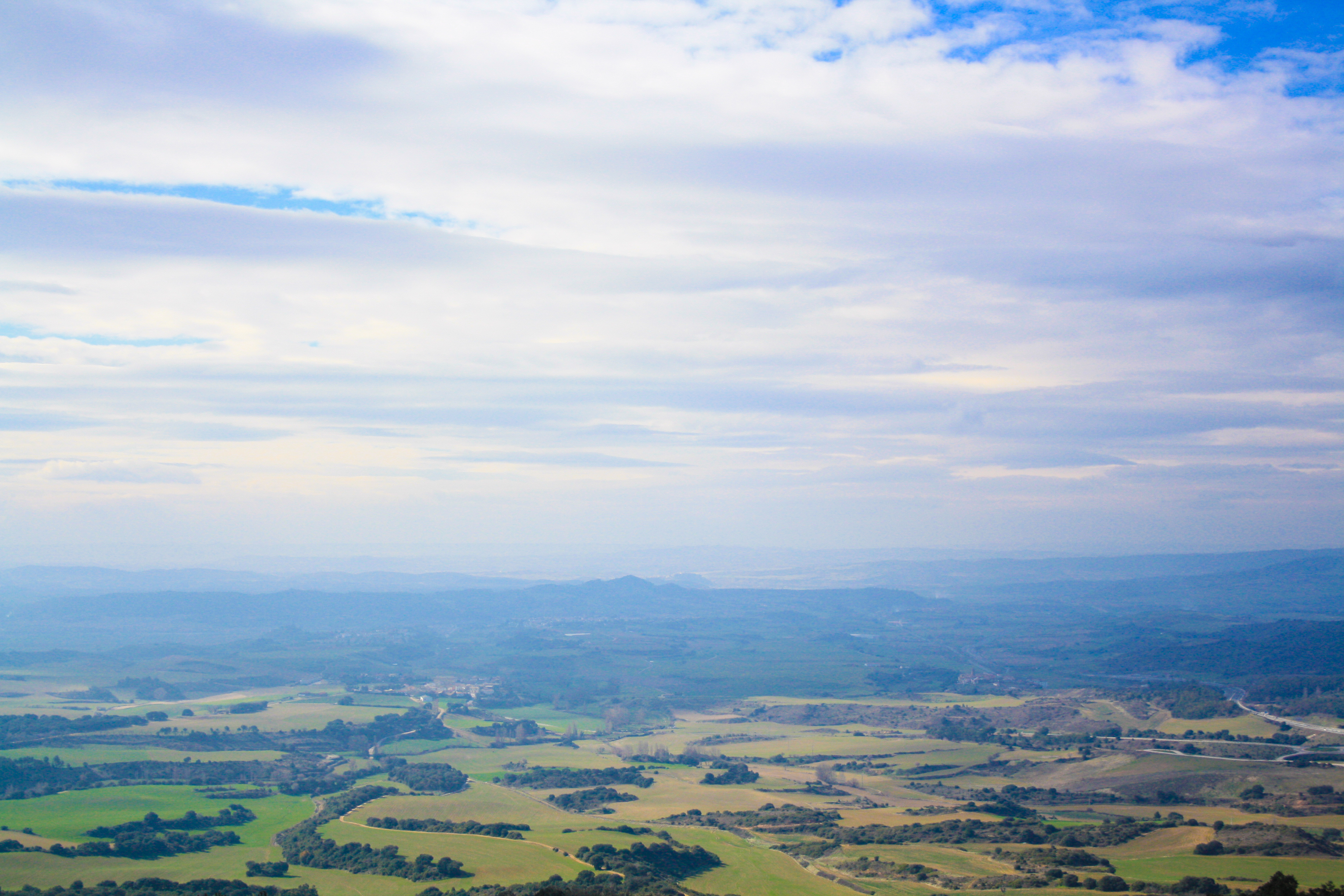
Valdizarbe

### Vizcondado de Muruzábal
El 19 de abril de 1407 se instituye el vizcondado de Muruzábal, en Valdizarbe para él con motivo de su boda con Elpha de Luna, hija del caballero aragonés Antón de Luna, a principios de 1408. La boda debió realizarse en Cortes, en marzo de ese año. Recibirá además las pechas, tributos y rentas del Valdizarbe y de Muru de Artederreta (Muruarte de Reta), Obanos, Muruzábal, Ollandiáin, Uterga, Gomacín y Añorbe, así como la jurisdicción civil y criminal del Valdizarbe y de Muruzábal. En el mismo documento señala a Muruzábal de Andión, por un lado, y Muru [de Arterreta], por otro, como los límites, incluyendo los lugares de Valdizarbe: Sarría, Murubarren, Aos, Iriberri, Sotés, Villoria, Ecoyen, Gomacín, Barásoain, Gaycca, Legarda, Ollandáin, Uterga, Churía, Auriz, Obanos, Muruzábal, Adiós, Larráin, Aquitorráin, Hae, Elordi, Ormonáin, Enériz, Añorbe, Tirapu, Úcar, Olcoz y Biurrun.
En el libro de Comptos Reales de 1407 se recogen unas ordenanzas que muestran el aprecio fraternal de Carlos III hacia Leonel al mismo tiempo que reflejan la confianza en su administración dada la gran autonomía expresada en tal normativa.
Murió en Úcar, lugar de residencia, el 5 de abril de 1413, sin dejado heredero ni descendencia legítima. Tras su fallecimiento, el rey nombró a su hijo Felipe de Navarra, heredero del título. Su viuda, Elpha de Luna, marchó en 1417 hacia Aragón.

## Descendencia

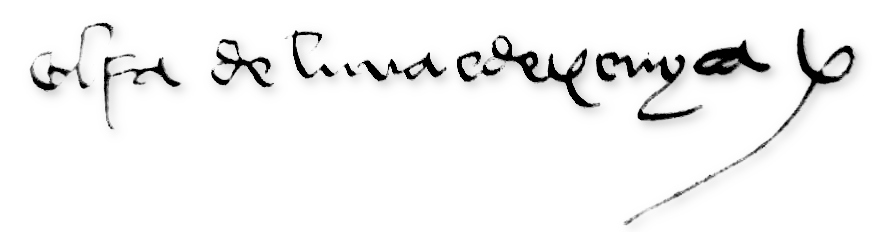
Firma de Elfa de Luna y de Xérica conservada en la documentación del AGN

Casó a principios de 1408 con Elpha de Luna, hija de Antón de Luna, con quien no tuvo descendencia legítima que le sobreviviera.
Entre sus hijos ilegítimos se cuentan:
- Felipe de Navarra, hijo tenido con María Juan, que se casó con Juana de Peralta, hija de Pierres de Peralta, el Viejo, y Juana de Ezpeleta,[22] y que, por decisión del rey, heredará las posesiones disfrutadas por su padre[20] y se titulará, desde 1424, vizconde de Muruzábal y Valdizarbe.[23][24][25]
- María de Navarra, casada con un joven Tristán de Luxa (tenía diez años) en 1407.[26][27]
- Leonor, casada con Fernando de Ayanz (1417), señor de Mendinueta, recibiendo una dote de 4000 florines.[28][29]
- Anglesa, casada a su vez con Gracián de Agramont (1428).[30]
- Maritón, que fue entregada al convento de Santa Engracia de Pamplona para su educación y que para ello en 1413 recibe un libro de vísperas.[31]
- Joaquín, enviado al prior de Roncesvalles, hermano de Maritón y Juanón.
- Juanón, enviado al arcediano de la tabla, hermano de los dos anteriores.[32][33]